# Église Nuestra Señora de los Remedios
L'église Nuestra Señora de los Remedios est l'église paroissiale de Yaiza à Lanzarote dans les Îles Canaries.  

## Histoire
Une première chapelle a été construite en 1699, elle correspondrait à une nef de l'église actuelle. L'église a été agrandie au XVIIIe siècle.

## Description

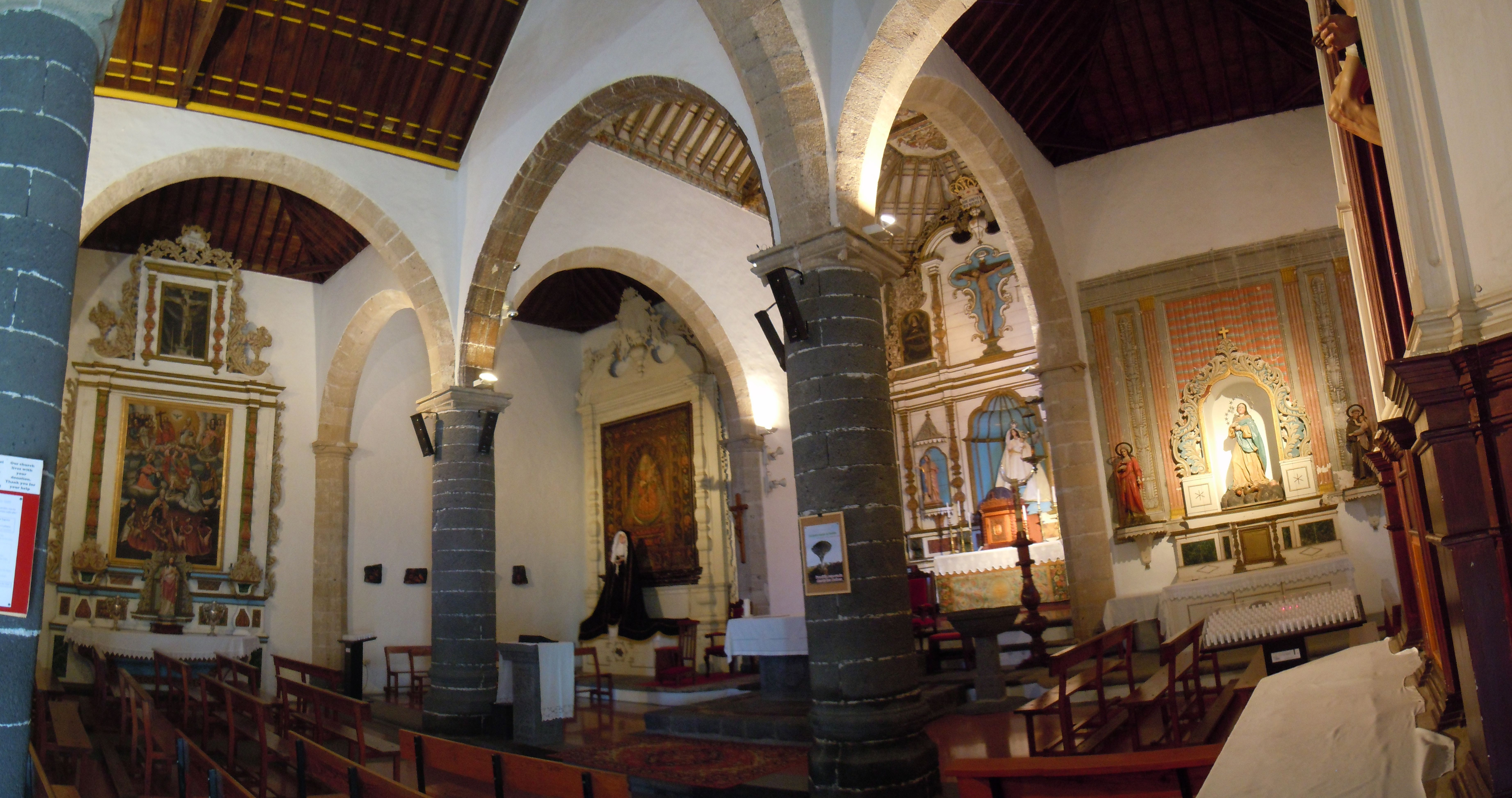
Intérieur de l'église

La nef comporte trois travées.